# Bellotto (famiglia)
I Bellotto furono una famiglia patrizia veneziana, annoverata fra le cosiddette Case fatte per soldo.

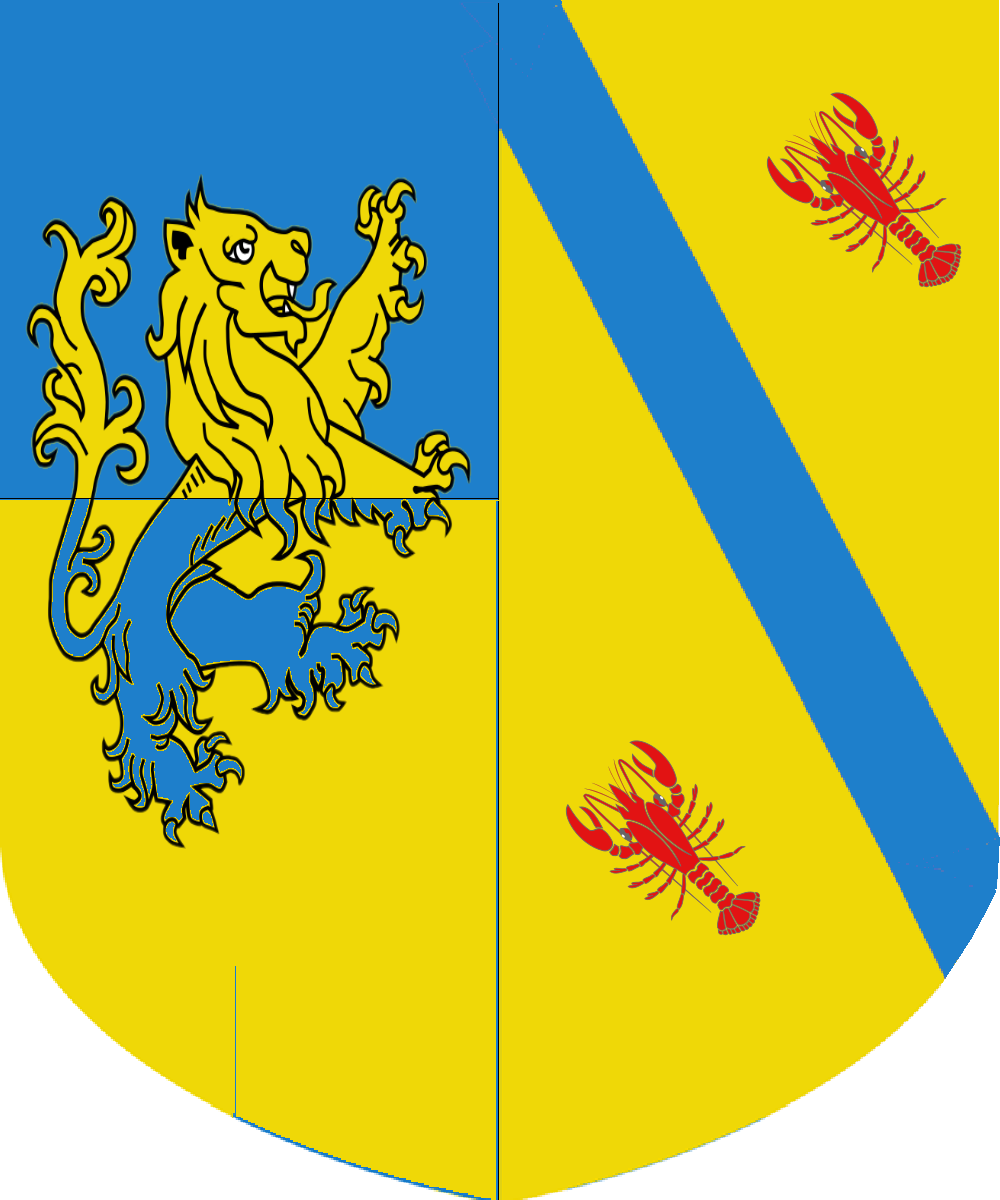
Stemma Bellotto

## Storia
Pare che questa casa avesse origini lombarde, e che provenisse da un villaggio del bresciano, se non dalla stessa Brescia.
Il capostipite sarebbe da individuare in un certo Ludovico, il quale giunse a Venezia in qualità di garzone al servizio del mercante Bartolomeo Bellotto, forse suo padre. Questo Ludovico fu poi designato tutore di un ricco giovanotto il quale, rimasto orfano di padre, dilapidò il proprio patrimonio prima a Venezia da laico, poi a Roma da religioso. A Ludovico toccò recuperare le ricchezze perdute, e pare vi riuscì tanto bene «che presto poté ammassare qualche ragguardevole pecculio».
Ciò gli permise di offrire alla Repubblica, nelle urgenze della guerra di Morea, i centomila ducati previsti per l'aggregazione al corpo patrizio lagunare: l'ammissione al ceto dirigente della città fu ratificata, per lui e per i suoi fratelli, il 4 ottobre 1685, a seguito delle due votazioni svoltesi in Senato (163 sì, 23 no, 9 astenuti) e in Maggior Consiglio (657 sì, 147 no, 18 astenuti).
La famiglia si estinse nel 1759, forse con la morte di Ludovico di Costantino Bellotto. Gli sopravvisse la N.D. Maria, sua sorella ed erede, andata in sposa nel 1721 a Leonardo di Bartolomeo Grimani.

## Luoghi e architetture

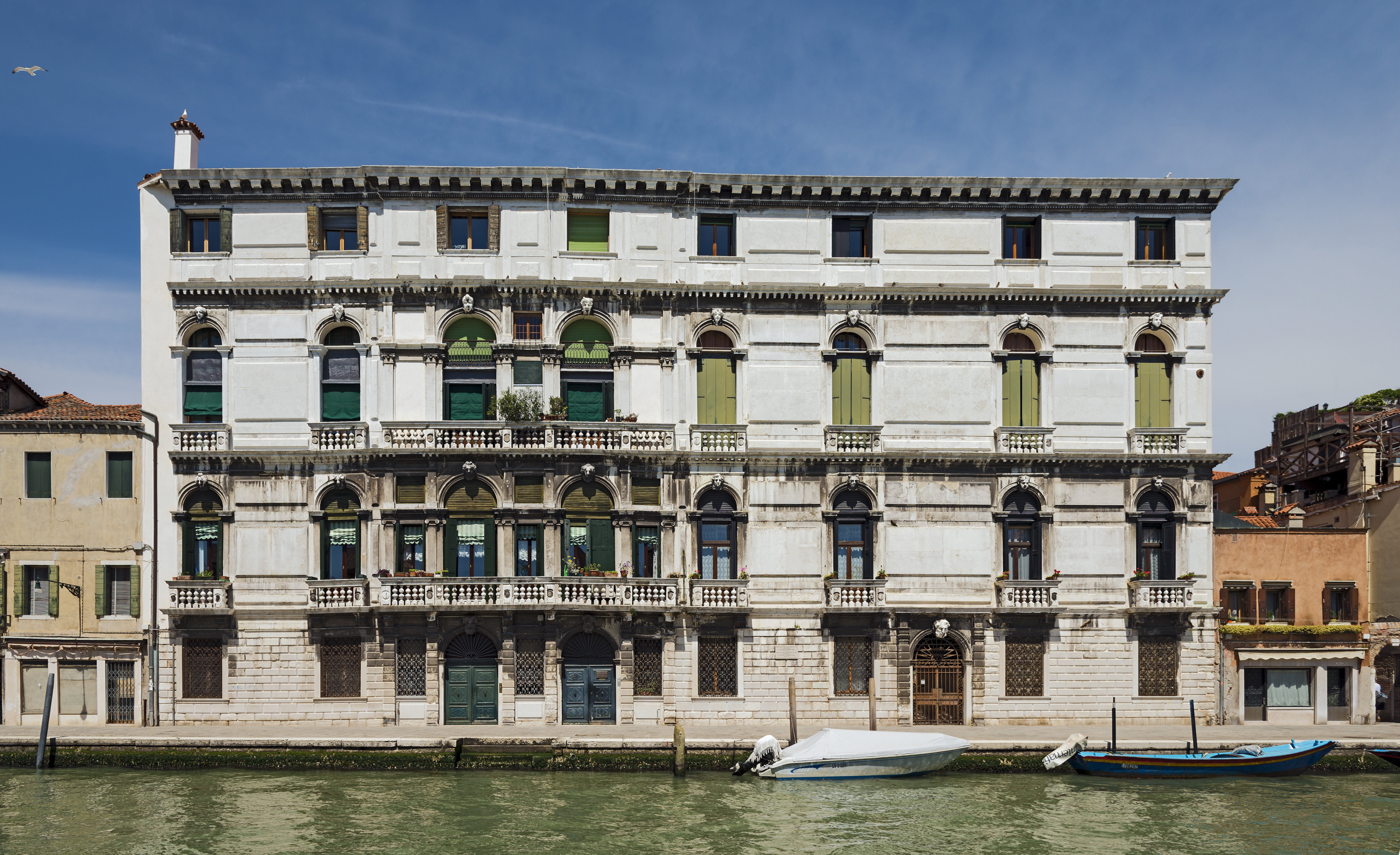
Palazzo Surian Bellotto a Cannaregio

- Palazzo Surian Bellotto, a Cannaregio.